# Elizza La Porta
Elizza La Porta (nume la naștere Eliza Streinu) (n. 1 martie 1902, Craiova – d. 15 noiembrie 1997, Los Angeles) a fost o actriță de film germană originară din România, de origine evreiască.
Ea a apărut într-o serie de filme germane în epoca filmului mut. La apariția filmului sonor, Elizza s-a retras din activitatea actoricească.
A decedat la vârsta de 95 de ani și a fost înmormântată în „Hollywood Forever Cemetery”.

## Filmografie
- Studentul din Praga (1926)
- Cavalerie Ușoară (1927)
- Bordelurile din Alger (1927)
- Procesul lui Donald Westhof (1927)
- Viciile omenirii (1927)
- Anastasia, falsa fiică a Țarului (1928)
- Robert și Bertram (1928)
- Dreptul de nenăscut (1929)